# 테스터먼트 (밴드)
테스터먼트(Testament)는 미국 캘리포니아주 출신의 스래시 메탈 밴드이다. 메탈리카, 슬레이어, 앤스랙스, 메가데스와 달리 메인스트림으로 진출은 하지 않은 가장 영향력 있는 스래시 메탈 밴드이다. 메인스트림으로 진출 하지 않았음에도 불구하고 그들의 몇 음반들은 영국이나 독일의 메이저 차트에도 진입했다. 테스타먼트의 음반 중 2장의 음반은 영국의 Top 40, 1장의 음반은 Top 50에 위치했고, 1999년 작 《The Gathering》 역시 독일 Top 50에 진입했다.

## 밴드의 역사
테스타먼트는 1983년 기타리스트 에릭 피터슨과 그의 친구 데릭 라미레즈에 의해 "Legacy"라는 이름으로 결성되었다. 밴드는 얼마 후 그레그 크리스쳔을 베이시스트로, 마이크 론솃을 드러머로, 스티브 수자를 보컬로 영입한다. 그 후 데릭 라미레즈는 전설적인 기타리스트 조 세트리아니의 제자였던 어린 천재 기타리스트 알렉스 스콜닉으로 교체된다. 밴드는 데모 곡 네 개를 포함한 셀프 타이틀 앨범을 1986년 발매한다. 마이크 론솃은 레코딩이 끝나고 얼마 후 밴드를 떠나고 밴드는 루이스 클레멘테를 드러머로 영입한다. 스티브 수자 역시 밴드 엑소더스를 가입하기 위해 그들을 떠나고 밴드의 멤버들은 척 빌리가 보컬의 공백을 메워야 한다고 제안한다. 첫 번째 앨범을 레코딩 할 당시, 다른 밴드가 "The Legacy"라는 등록상표를 보유하고 있었기 때문에 밴드는 이름을 테스타먼트로 바꿔야만 했다.
테스타먼트의 첫 번째 앨범인 "The Legacy"는 Megaforce Records에 의해 1987년 발매된다. 이 앨범은 간결하고 기술적인 고전적인 스래시 메탈이었고, 아직도 많은 팬들에 의해 스래시의 교과서라고 언급되고 있다. 테스타먼트는 스래시 세계에서 빠른 명성을 얻었고 스래시 메탈의 개척자라는 메탈리카와 종종 비교되곤 한다. 엔쓰락스와 유럽 투어를 하며 테스타먼트는 유명세를 타기 시작한다. 이 투어에서 "Live at Eindhoven EP"가 녹음되었다.
다음 앨범인 "The New Order"는 1988년 발매되었고, 전작과 비슷한 스타일에 기초를 두었다. 성공적인 세계 투어를 마치고 밴드는 "Practice What You Preach" 녹음을 위해 스튜디오로 향한다. "Practice What You Preach"는 이전의 2장의 앨범에 비해 오컬트와 고딕적인 면을 최소화하고 현실의 정치나 부패 같은 면을 노래해 많은 집중을 받은 작품이다. 이 앨범은 밴드의 역사에 있어 가장 유명한 시기였다. MTV에서도 관심을 주고 Headbanger's Ball에 라디오 방송을 타기도 한다.
그러나 테스타먼트는 두번 다시 전작처럼 성공하기는 힘들어 보였다. 1990년, 신보 "Souls of Black"이 발매되었지만 찬반이 뒤섞인 팽팽한 리뷰와 침체한 판매량을 보였다. 대세였던 그런지 음악으로 혼란에 빠져있는 관객들과 다시 접촉을 하기 위해 테스타먼트는 1992년 "The Ritual" 앨범을 발매한다. 이 앨범은 스래시 메탈 음악과는 달리 더욱 전통적인 헤비 메탈 적인 사운드로 돌아왔다. 판매량은 참혹했고 밴드는 갈등하기 시작했다. 척 빌리는 인터뷰에서 이 앨범은 어떤 형식의 음악으로 레코딩 할지 결정할 때 서로 간의 의견 충돌이 있었다고 언급했다.
리드 기타리스트인 알렉스 스콜닉은 오랜 시간 동안 틀에 박힌 음악을 하는 밴드의 한계를 참지 못해 "The Ritual"이 발매된 직후 밴드 Savatage에 임시 기타리스트로 가입하기 위해 테스타먼트를 떠난다. 드러머인 루이 클레멘테도 음악 생활을 청산하기 위해 밴드를 떠났지만 에릭 피터슨과 척 빌리는 테스타먼트가 더욱 메탈적인 음악을 하기를 원했기에 밴드에 남는다.
1993년, 알렉스 스콜닉과 루이 클레멘테의 빈자리는 각각 쓰래시 밴드 Forbidden 출신인 글렌 알비라이스와 폴 보스타프에 의해 메워진다. 이 멤버 구성으로 1993년 라이브 EP인 "Return to Apocalyptic City"가 발매된다. 얼마 후, 글렌 알비라이스는 밴드를 그만두고 폴 보스타프는 밴드 슬레이어에 가입하기 위해 그들을 떠난다. 1994년 작품인 "Low"에서는 드러머로 존 템페스타와 Disincarnate, Death, Cancer, Obituary 출신인 데스 메탈 기타리스트 제임스 머피가 참여한다. "Low"는 다양한 음악을 포함하고 있는 앨범이었다. 데스 메탈과 발라드의 영향을 받은 곡도 포함되었다(Trial of Tears같은 곡). 이 앨범은 비록 새로운 팬층을 확보하는 쪽에는 큰 성공을 거두진 못했지만 테스타먼트의 남아있는 팬들에게는 좋은 반응을 보인다. 1994년부터 1995년의 투어 이후 그레그 크리스쳔, 존 템페스타, 제임스 머피가 밴드를 떠난다.
밴드의 다음 앨범인 1997년작 "Demonic"에 밴드는 새로운 시도를 한다. 밴드는 더욱 데스 메탈 적인 요소를 가미했다. 앨범은 리드기타와 리듬기타 파트를 모두 에릭 피터슨이, 초기 멤버인 데릭 라미레즈가 베이스를, 밴드 Dark Angel의 진 호글랜이 드럼을 담당했다. 1999년, 진 호글랜이 떠나고 제임스 머피가 "The Gathering" 앨범 녹음을 위해 돌아온다. "The Gathering" 앨범에서 리듬 섹션은 메탈 프렛레스 베이스를 사용하는 Death와 Sadus의 출신의 스티브 디죠르지오와 원년 슬레이어의 드러머인 데이브 롬바르도에 의해 높이 평가된다.
"The Gathering" 발매 후 얼마 있지 않아 리드 기타리스트인 제임스 머피는 뇌종양 진단을 받게 된다. 많은 후원자들을 통해 제임스 머피는 수술을 마쳤고 완쾌했다. 그럼에도 불구하고 제임스 머피는 기억 상실로 "The Gathering"를 녹음 한 사실을 전혀 기억 하지 못한다. 2001년, 척 빌리도 암 진단을 받았지만 성공적으로 치료 되었다. 2001년 8월, 척 빌리의 친구들은 "The Thrash of the Titans"라는 자선공연을 조직했고 가능성이 있는 베이 에라 스래시 밴드들인 Violence, Death Angel, Exodus, Heathen을 포함한 여러 밴드를 섭외한다. 공연의 주제는 "Legacy"의 재결합 이었고, 보컬로 스타브 수자, 1992년 이후로 밴드 활동을 하지 않던 전 기타리스트 알렉스 스콜닉이 참여했다. 2001년 후반, 테스타먼트는 1번째와 2번째에 수록된 곡들의 모음인 "First Strike Still Deadly"를 발매한다. 팀 구성은 척 빌리, 에릭 피터슨, 스티브 디죠르지오, 그리고 돌아온 알렉스 스콜닉과 존 템페스타였다.
2003년 척 빌리는 암 완치가 되고 밴드는 Sadus 출신의 새로운 드러머 존 앨런과 라이브 공연을 시작한다. 2004년에 밴드는 여름 공연을 위해 다시 한번 밴드 구성원을 바꾸게 되고, 존 앨런의 빈 자리는 10년간 부재중이었던 폴 보스타프가 일시적으로 맡게 된다. 리드 기타리스트 스티브 스미스 역시 Nevermore에 가입하기 위해 떠나고, Halford의 전 기타리스트였던 "메탈" 마이크 슈라샥이 맡게 된다. 아이러니하게도, 스티브 스미스가 탈퇴하고 얼마 안돼서 에릭 피터슨은 비행기 계단에서 굴러 떨어져 다리가 부러지게 된다. 그는 일시적으로 스티브 스미스로 교체 된다.
2005년 5월, 테스타먼트가 재결합 유럽 투어를 공개한다. (멤버 구성은 척 빌리, 에릭 피터슨, 알렉스 스콜닉, 그레그 크리스쳔 그리고 존 템페스타와 루이 클라멘테는 서로 파트를 나눠서 공연했다.) 초기의 성공적인 투어 결과로 인해 테스타먼트는 미국, 유럽, 일본에서 원년 멤버로 공연을 할 것이라고 밝힌다. 공식적인 입장은 없었지만 알렉스 스콜닉이 다시 테스타먼트의 영구 멤버로의 가입을 심사숙고 하고 있다는 말도 있었다. 알렉스 스콜닉은 East Coast에서 Trans-Siberian Orchestra와 투어를 하고 있었다.
2006년 5월, 그들은 처음으로 중동의 Dubai Desert Rock에서 공연을 한다. 같이 공연을 한 주목 할 만한 유명 밴드들로는 메가데스와 쓰리 도어즈 다운이 있다.
신보는 2007년 발매로 예상되고 있고 2005년 런던 공연 DVD를 보면 원년 멤버의 앨범은 이 후에 있을 것이라고 언급했다. 에릭 피터슨은 알렉스 스콜닉이 새로운 음반을 위해 곡을 쓴다며 이 소식을 확실시 했다.

## 구성원

### 현재 구성원
- 척 빌리 (Chuck Billy) - 보컬
- 에릭 피터슨 (Eric Peterson) - 리듬 기타
- 알렉스 스콜닉 (Alex Skolnick) - 리드 기타
- 글렌 드로버 (Glen Drover) - 리드 기타 (임시)
- 그레그 크리스쳔 (Greg Christian) - 베이스
- 루이 클레멘테 (Louie Clemente) - 드럼 (임시)
- 존 템페스타 (John Tempesta) - 드럼 (임시)

### 임시/전임 멤버
- 스타브 수자 (Steve Souza) - 보컬
- 데릭 라미레즈 (Derrick Ramirez) - 리드 기타
- 글렌 알비라이스 (Glen Alvelais) - 리드 기타
- 제임스 머피 (James Murphy) - 리드 기타
- 마이크 슈라샥 (Mike Chlasciak) - 리드 기타
- 스티브 스미스 (Steve Smyth) - 리드 기타
- 스티브 디죠르지오 (Steve DiGiorgio) - 베이스
- 데이브 롬바르도 (Dave Lombardo) - 드럼
- 진 호글랜(Gene Hoglan) - 드럼
- 존 앨런 (John Allen) - 드럼
- 마이크 론솃 (Mike Ronchette) - 드럼
- 폴 보스타프 (Paul Bostaph) - 드럼

## 음반 목록
- 1988 - The Legacy
- 1988 - Live at Eindhoven
- 1989 - The New Order
- 1989 - Practice What You Preach
- 1990 - Souls of Black
- 1992 - The Rituals
- 1993 - Return to the Apocalyptic City
- 1994 - Low
- 1995 - Live at Fillmore
- 1996 - The Best of Testament
- 1997 - Demonic
- 1997 - Signs of Chaos
- 1999 - The Gathering
- 2001 - The Very Best of Testament
- 2002 - First Strike Still Deadly
- 2005 - Live in London
- 2008 - The Formation of Damnation
- 2012 - Dark Roots Of Earth
- 2016 - Brotherhood of the Snake
- 2020 - Titans of Creation